# Angie Dickinson
Angie Dickinson (născută Angeline Brown la 30 septembrie 1931) este o actriță americană de film, voce și televiziune.

## Biografie

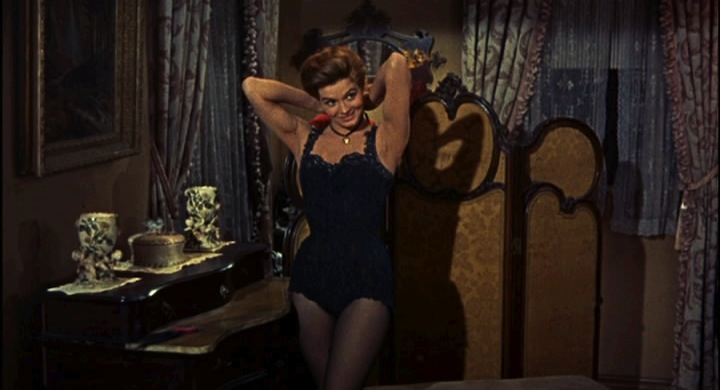
Angie Dickinson în filmul
„Rio Bravo” din 1959

## Premii și nominalizări

### Premii Emmy
- 1975 – Best Actress in a Drama Series for Police Woman – Nominated
- 1976 – Best Actress in a Drama Series for Police Woman – Nominated
- 1977 –  Best Actress in a drama Series for Police Woman – Nominated

### Premii Golden Globe
- 1960 – New Star Actress of the Year – Won
- 1975 – Best Actress in a Drama Series for Police Woman – Won
- 1976 – Best Actress in a Drama Series for Police Woman – Nominated
- 1977 – Best Actress in a Drama Series for Police Woman – Nominated
- 1978 – Best Actress in a Drama Series for Police Woman –Nominated

### Premii Saturn
- 1980 – Best Actress for Dressed To Kill – Won

### Altele
- 1987 – Received a Star on the Hollywood Walk of Fame for her contribution to television.

## Filmografie

### Filme de lung metraj
- Lucky Me (1954)
- Tennessee's Partner (1955)
- The Return of Jack Slade (1955)
- Man with the Gun (1955)
- Hidden Guns (1956)
- Tension at Table Rock (1956)
- Gun the Man Down (1956)
- The Black Whip (1956)
- Shoot-Out at Medicine Bend (1957)
- China Gate (1957)
- Calypso Joe (1957)
- Run of the Arrow (1957) (dubbing voice for Sara Montiel)
- I Married a Woman (1958)
- Cry Terror! (1958)
- Rio Bravo (1959)
- I'll Give My Life (1960)
- The Bramble Bush (1960)
- Ocean's 11 (1960)
- A Fever in the Blood (1961)
- The Sins of Rachel Cade (1961)
- Rome Adventure (1962)
- Jessica (1962)
- Captain Newman, M.D. (1963)
- The Killers (1964)
- The Art of Love (1965)
- The Chase (1966)
- Cast a Giant Shadow (1966)
- The Poppy Is Also a Flower (1966)
- Point Blank (1967)
- The Last Challenge (1967)
- Sam Whiskey (1969)
- Some Kind of a Nut (1969)
- Young Billy Young (1969)
- The Love War (1970)
- Pretty Maids All in a Row (1971)
- The Outside Man (1972)
- The Norliss Tapes (1973)
- Pray for the Wildcats (1974)
- Big Bad Mama (1974)
- The Angry Man (aka Jig-Saw) (1979)
- 1979 Vestul sălbatic (The Wild West), regia Laurence Joachim
- Klondike Fever (1980)
- Dressed to Kill (1980)
- Charlie Chan și Blestemul Reginei-Dragon (Charlie Chan and the Curse of the Dragon Queen, 1981)
- Death Hunt (1981)
- Hollywood Wives (1985)
- Big Bad Mama II (1987)
- Once Upon a Texas Train (1988)
- Fire and Rain (1989)
- Prime Target (1989)
- Even Cowgirls Get the Blues (1994)
- The Maddening (1995)
- Sabrina (1995)
- The Sun, the Moon and the Stars (1996)
- Deep Family Secrets (1997)
- The Last Producer (2000)
- Duets (2000)
- Pay It Forward (2000)
- Big Bad Love (2001)
- Ocean's Eleven (2001)
- Elvis Has Left the Building (2004)
- Madman Muntz: American Maverick (2005) (documentar)
- 3055 Jean Leon (2006) (documentar)
- The Brothers Warner (2008) (documentar)
- Mending Fences (2009) (film TV)

### Filme de scurtmetraj
- Down Liberty Road (1956)
- The Rock (1967)